# ژیل سیونی
ژیل سیونی (انگلیسی: Gilles Cioni؛ زادهٔ ۱۴ ژوئن ۱۹۸۴) بازیکن فوتبال اهل فرانسه است.
از باشگاه‌هایی که در آن بازی کرده‌است می‌توان به باشگاه فوتبال باستیا و باشگاه فوتبال پاریس اشاره کرد.
وی همچنین در تیم ملی فوتبال Corsica بازی کرده‌است.